# 高澤秀昭
高澤 秀昭（1958年9月10日—）為日本的棒球選手，出生於北海道沙流郡門別町。他曾效力於日本職棒羅德獵戶星隊等，1992年退休，生涯通算95支全壘打。